# Microclymene acirrata
Microclymene acirrata är en ringmaskart som beskrevs av Arwidsson 1906. Microclymene acirrata ingår i släktet Microclymene och familjen Maldanidae. Arten är reproducerande i Sverige. Inga underarter finns listade i Catalogue of Life.